# كرم شاتاي
كرم شاتاي (بالتركية: Kerem Çatay) (من مواليد 1979 - أنقرة، تركيا)  هو الرئيس التنفيذي لشركة القمر للإنتاج ومنتج كل مسلسلاتها، الشركة الرائدة في تركيا لإنتاج المسلسلات والمسرحيات والعروض الأسبوعية واليومية.   تخرج من كلية الاقتصاد والعلوم الاجتماعية بجامعة بيلكنت.  أكمل تعليمه في برنامج السينما والتلفزيون في جامعة كاليفورنيا.
معروف كمنتج للعديد من المسلسلات الناجحة، ابتداءًا من عام 2008 في مسلسل العشق الممنوع ومسلسل أيزل لعام 2009. تشتهر إنتاجات شاتاي بقصصها المتقنة المصنّعة جيدًا على أساس كل من النصوص السينمائية الأصلية والتكييفات الأدبية. حيث تم بيع تقريبًا جميع إنتاجات شاتاي لما لا يقل عن 41 دولة، منها الشرق الأوسط وشمال إفريقيا وإلى السويد، وشرق وجنوب آسيا، وأوروبا الشرقية، ومنطقة البلقان بالإضافة إلى بعض القنوات التلفزيونية الأفريقية. كما يتم توفيرها عبر الإنترنت في جميع أنحاء العالم.

## مسلسلاته التلفزيونية
| العام      | العنوان             | الحلقات                           |
| ---------- | ------------------- | --------------------------------- |
| 2019       | الغراب              | 21 حلقة                           |
| 2018       | تل الصقر            | 6 حلقات                           |
| 2018-2019  | اصطدام              | 24 حلقة                           |
| 2017-2018  | جرائم صغيرة         | 45 حلقة                           |
| 2017- 2021 | الحفرة              | انتهى وهو 132 حلقة من اربعة مواسم |
| 2017-2018  | في                  | 22 حلقة                           |
| 2017       | هذه المدينة ستلاحقك | 20 حلقة                           |
| 2016-2017  | جسور والجميلة       | 32 حلقة                           |
| 2016-2017  | في الداخل           | 39 حلقة                           |
| 2016-2017  | علمني كيف أحب       | 22 حلقة                           |
| 2015-2017  | حب أعمى             | 74 حلقة                           |
| 2015       | خمسة أخوة           | 13 حلقة                           |
| 2015       | الأمهات والوالدات   | 9 حلقات                           |
| 2014       | سعيد وشورى          | 21 حلقة                           |
| 2014-2015  | العشق الأسود        | 54 حلقة                           |
| 2013-2015  | مد جزر              | 77 حلقة                           |
| 2012-2015  | القبضاي             | 115 حلقة                          |
| 2012       | لغز الماضي          | 25 حلقة                           |
| 2012       | 20 دقيقة            | 25 حلقة                           |
| 2011-2013  | عودة مهند           | 80 حلقة                           |
| 2011       | الوشاح الأحمر       | 37 حلقة                           |
| 2010-2012  | ما ذنب فاطمة جول؟   | 80 حلقة                           |
| 2009-2011  | أيزل                | 71 حلقة                           |
| 2009       | ندى العمر           | 29 حلقة                           |
| 2008-2010  | العشق الممنوع       | 79 حلقة                           |
| 2007       | دقات قلب            | 75 حلقة                           |
| 2007       | ميرنا وخليل         | 36 حلقة                           |
| 2007       | العشق مجددا         | 13 حلقة                           |
| 2006       | الأوراق المتساقطة   | 174 حلقة                          |
| 2005       | زينب                | 25 حلقة                           |
| 2005       | طمبالة              |                                   |
| 2004       | مسلسل البدر         |                                   |
| 2004       | Kadın isterse       | 51 حلقة                           |
| 2004       | الجسد المسروق       | 16 حلقة                           |
| 2004       | 24 ساعة             |                                   |

## وصلات خارجية
- كرم شاتاي على IMDb